# Sphaenorhynchus platycephalus
Sphaenorhynchus platycephalus là một loài ếch thuộc họ Nhái bén.
Môi trường sống tự nhiên của chúng là sông ngòi, đầm nước ngọt, và đầm nước ngọt có nước theo mùa.